# Sillon de division
 (octobre 2018).
Si vous disposez d'ouvrages ou d'articles de référence ou si vous connaissez des sites web de qualité traitant du thème abordé ici, merci de compléter l'article en donnant les références utiles à sa vérifiabilité et en les liant à la section « Notes et références ».

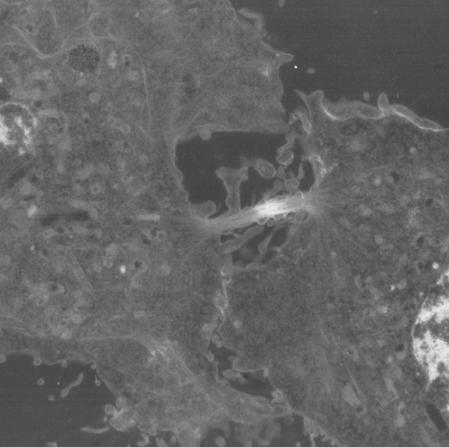
Figure 1. Sur cette micrographie électronique d'une cellule, le sillon de division a presque complètement divisé la cellule.

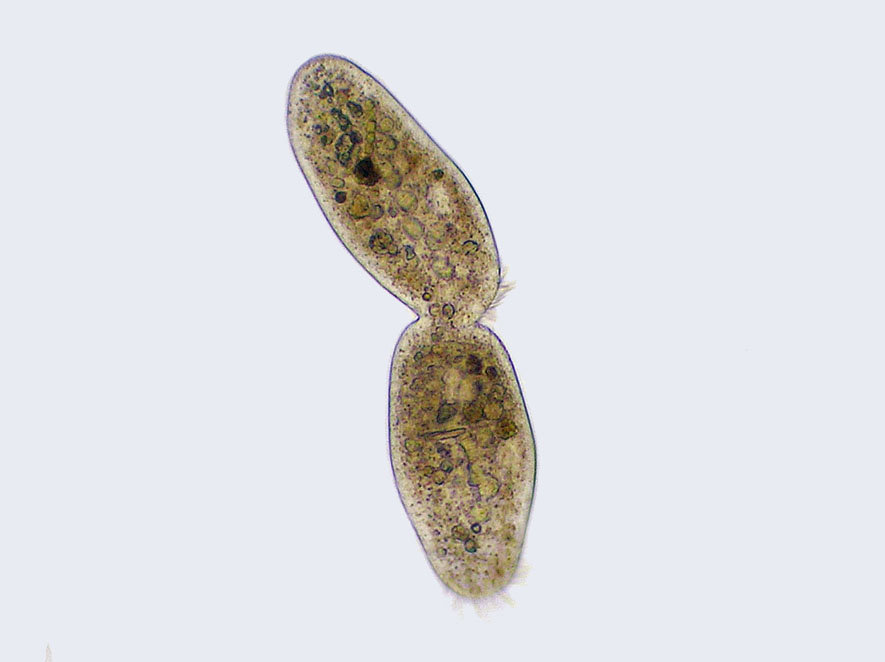
Figure 2. Cilliate subissant le dernier processus de la scissiparité, le sillon de division être clairement visible

Le sillon de division est l'invagination de la surface cellulaire, se situant à l'endroit où se trouvait la plaque équatoriale. Il est la première indication de la segmentation dans une cellule animale ou une cellule d'algue subissant la cytocinèse, la division définitive du cytoplasme pendant le processus de division cellulaire. 
Quand les microfilaments d'actine interagissent avec les myosines, ceci provoque la diminution progressive du diamètre du sillon. 
Remarque : l'actine et la myosine sont des protéines responsables pour la contraction musculaire.